# Mike Craig
Michael „Mike“ Craig (* 6. Juni 1971 in London, Ontario) ist ein ehemaliger kanadischer Eishockeyspieler und -trainer sowie derzeitiger -scout, der im Verlauf seiner aktiven Karriere zwischen 1987 und 2013 unter anderem 449 Spiele für die Minnesota North Stars, Dallas Stars, Toronto Maple Leafs und San Jose Sharks in der National Hockey League auf der Position des rechten Flügelstürmers bestritten hat. Einen beträchtlichen Teil dieser Zeit verbrachte Craig auch in der American Hockey League und der österreichischen Erste Bank Eishockey Liga, wo er in den Jahren 2005 mit den Vienna Capitals und 2009 mit dem EC KAC den Gewinn der Österreichischen Meisterschaft feierte. Darüber hinaus gewann er in den Jahren 1990 und 1991 mit der kanadischen U20-Nationalmannschaft die Goldmedaille bei der Junioren-Weltmeisterschaft sowie im Trikot des Team Canada zweimal den prestigeträchtigen Spengler Cup.

## Karriere
Craig spielte zunächst drei Jahre von 1987 bis 1990 in der Ontario Hockey League bei den Oshawa Generals eine solide Juniorenkarriere, in der er seine Punktausbeute in jedem Jahr steigern konnte. In der letzten Spielzeit mit den Generals, denen auch Eric Lindros angehörte, konnte er sowohl den J. Ross Robertson Cup als auch den Memorial Cup gewinnen. Zudem nahm er mit seinem Heimatland an der Junioren-Weltmeisterschaft 1990 teil, wo er die Goldmedaille gewann. Den Titel konnte er im folgenden Jahr noch einmal verteidigen.

Signatur

Nachdem Craig bereits im NHL Entry Draft 1989 in der zweiten Runde an 28. Position von den Minnesota North Stars ausgewählt worden war, unterbreiteten ihm diese vor der Saison 1990/91 den ersten Profivertrag. Nach 39 Einsätzen in seiner Rookiesaison gehörte der Kanadier ab der zweiten Spielzeit zum Stammkader der North Stars und zog vor der Saison 1993/94 auch mit dem Team ins texanische Dallas um. Trotz einer 38-Punkte-Saison 1992/93 und 37-Punkte-Saison 1993/94 verlängerten die Stars den Vertrag Craigs nicht und ließen ihn als Free Agent zu den Toronto Maple Leafs ziehen, da sie sich insgeheim mehr von ihm erhofft hatten. In Toronto konnte der rechte Flügelstürmer in den folgenden vier Jahren auch nicht die in ihn gesetzten Erwartungen erfüllen und wurde im letzten seines Jahr Vertrages zum Farmteam in die International Hockey League abgeschoben. Im Sommer 1998 wechselte er daher zu den San Jose Sharks, in deren NHL-Kader er jedoch auch keinen Platz fand. Nach drei Jahren und nur einem einzigen NHL-Spiel wechselte er im Sommer 2000 erneut. Diesmal war die Colorado Avalanche sein Ziel, kam dort jedoch auch nicht in der NHL zum Zug. Craig wechselte zur Saison 2001/02 noch einmal nach San Jose, aber lief dort erneut nur im Farmteam auf. Die zwei NHL-Einsätze in dieser Saison waren seine letzten.
Da der Kanadier für sich keine Perspektive mehr in der NHL sah, unterschrieb er zum Spieljahr 2002/03 einen Einjahresvertrag bei den SCL Tigers aus der Schweizer Nationalliga A. Durch sein Engagement in der Schweiz spielte er für das Team Canada beim traditionsreichen Spengler Cup des HC Davos den die Kanadier in diesem Jahr gewannen. Im folgenden Jahr ging er ins Nachbarland nach Österreich zu den Vienna Capitals, wo er vier Jahre lang blieb. Mit dem Team Kanada verteidigte er 2003 den Spengler-Cup-Titelgewinn. In der Saison 2004/05 führte er das Team als Topscorer der Liga zum Gewinn der Österreichischen Meisterschaft. Ab der Saison 2007/08 bis zum Ende der Saison 2010/11 spielte er für den österreichischen Rekordmeister EC KAC. Ab Oktober 2011 spielte er für den EC VSV.
Im Januar 2013 folgte der Wechsel nach Italien, wo er beim HC Neumarkt aus der Serie A2 spielte, ehe er nach der Saison 2012/13 seine Karriere beendete. Anschließend begann der Kanadier als Trainer zu arbeiten und war zwischen Sommer 2013 und Sommer 2017 bei den Lethbridge Hurricanes aus der Western Hockey League als Assistenztrainer tätig. Seit Beginn der Saison 2017/18 ist er bei den Calgary Flames aus der NHL als Scout angestellt.

## Erfolge und Auszeichnungen
| - 1990 J.-Ross-Robertson-Cup-Gewinn mit den Oshawa Generals - 1990 Memorial-Cup-Gewinn mit den Oshawa Generals - 2000 Teilnahme am AHL All-Star Classic - 2002 Teilnahme am AHL All-Star Classic - 2002 AHL All-Star Classic MVP | - 2002 Spengler-Cup-Gewinn mit dem Team Canada - 2003 Spengler-Cup-Gewinn mit dem Team Canada - 2005 Österreichischer Meister mit den Vienna Capitals - 2005 Topscorer der Erste Bank Eishockey Liga - 2009 Österreichischer Meister mit den EC KAC |

### International
- 1990 Goldmedaille bei der Junioren-Weltmeisterschaft
- 1991 Goldmedaille bei der Junioren-Weltmeisterschaft
- 1991 All-Star-Team der Junioren-Weltmeisterschaft

## Karrierestatistik

### International
Vertrat Kanada bei:
- Junioren-Weltmeisterschaft 1990
- Junioren-Weltmeisterschaft 1991

(Legende zur Spielerstatistik: Sp oder GP = absolvierte Spiele; T oder G = erzielte Tore; V oder A = erzielte Assists; Pkt oder Pts = erzielte Scorerpunkte; SM oder PIM = erhaltene Strafminuten; +/− = Plus/Minus-Bilanz; PP = erzielte Überzahltore; SH = erzielte Unterzahltore; GW = erzielte Siegtore; 1 Play-downs/Relegation; Kursiv: Statistik nicht vollständig)